# ハマディ・ンジャイ
ハマディ・ヌジャイ（Hamady N'Diaye）ことハマディ・バロ・ンジャイ（Hamady Barro N'Diaye、1987年1月12日 - ）は、セネガルのプロバスケットボール選手。ダカール州ダカール県ダカール出身。ポジションはセンター。213cm、107kg。